# Терехово (Сафоновський район)
Терехово (рос. Терехово) — присілок Сафоновського району Смоленської області Росії. Входить до складу Прудківського сільського поселення.
Населення — 22 особи (2007 рік). 